# Cayor

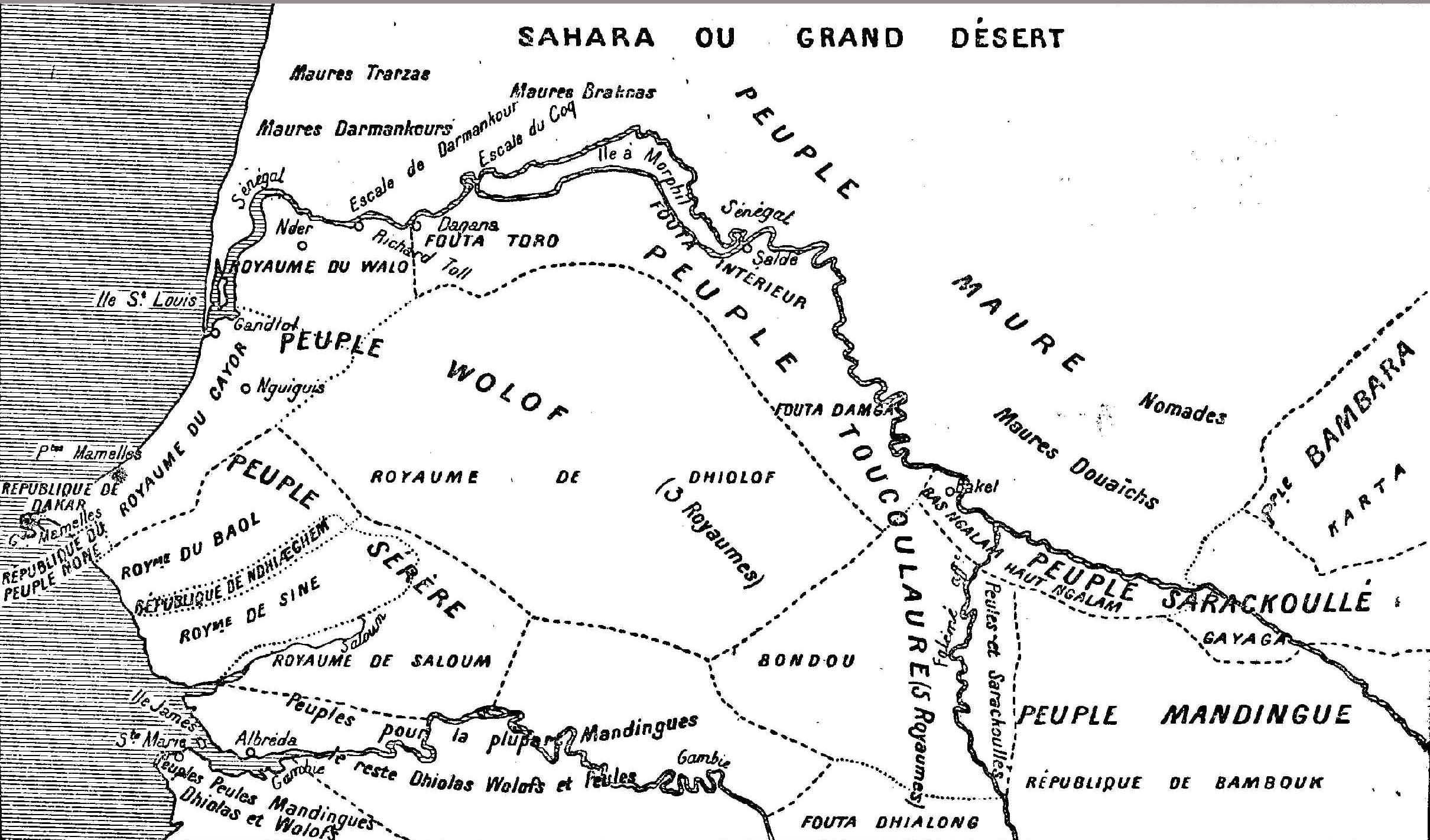
Estados senegaleses alrededor de 1850. Cayor está a la izquierda, al centro.

Cayor (en wólof: Kajoor;en árabe: كاجور‎) fue el reino más grande y poderoso (1549–1879) que se separó del Imperio wólof en lo que ahora es Senegal. Cayor estaba ubicado en el norte y centro de Senegal, al sureste de Walo, al oeste del reino wólof y al norte de Baol y el Reino de Sine.

## Historia
En 1549, el damel ( dammeel en wolof, a menudo traducido a los idiomas europeos como "rey") Dece Fu Njogu se independizó de Jolof y estableció la capital de Cayor en Mboul. Los franceses, bajo el gobernador Louis Faidherbe, anexaron Cayor en 1868; Cayor restableció la independencia en 1871. Francia volvió a invadir y anexionó Cayor nuevamente en 1879, cuando dejó de ser un estado soberano . El reino se extinguió en su totalidad el 6 de octubre de 1886.
Además de Cayor, los dameles también gobernaron el área de Lebou de Cap-Vert (donde se encuentra la actual Dakar), y se convirtieron en los "Teignes" (gobernantes) del vecino reino de Waol.
Tradicionalmente, el propio damel no era puramente hereditario, sino que era designado por un consejo de 4 miembros compuesto por:
- el Jaudin Bul ( Diawdine-Boul ), jefe hereditario de los Jambur ("hombres libres"; francés Diambour )
- el Calau ( Tchialaw ), jefe del cantón de Jambanyan ( Diambagnane )
- el Botal ( Bôtale ), jefe del cantón de Jop ( Diop ), y
- el Baje ( Badgié ), jefe del cantón de Gateny ( Gatègne ).

Un gran héroe en la historia de Senegal, por su desafío y batallas contra los franceses, fue Lat Jor . Fue derrotado en la batalla de Dekheule y depuesto dos veces, en 1869 y 1879. Se convirtió al Islam alrededor de 1861.
La trigésima y última dama de Cayor fue Samba Laube Fal (1858–1886), asesinada en Tivaouane, Senegal.

## Cultura
La sociedad de Cayor estaba muy estratificada. Los damel y los nobles (Garmi) estaban en la parte superior de la jerarquía, seguidos por los hombres libres (incluidos los aldeanos y los morabitos ) que eran conocidos como Jambur. Debajo de los Jambur estaban los Nyenoo, miembros de castas hereditarias y endogámicas que eran metalúrgicos, sastres, griots, talladores de madera, etc. El grupo más bajo de la jerarquía consistía en Dyaam, o esclavos. En general, los esclavos eran bien tratados y los que eran propiedad del reino a menudo ejercían poder militar y político.
Desde el siglo XVI, las huellas de la influencia islámica se hicieron sentir en el reino y en ciertos rituales entre la nobleza. Morabitos alfabetizados se asentaron en la zona desde Malí o Fouta . Con la conversión de Lat Jor al Islam, los habitantes también comenzaron a adoptar rápidamente la religión.

## Economía
La base era la agricultura, la pesca y el comercio de intermediación. La captura de peces anuales y oceánicos, así como la extracción de arena, fue significativa. El comercio ganó particular importancia gracias a las conexiones con colonos de Francia y Portugal, en la isla de Gorea, Saint-Louis y Rufisque (en Cabo Verde), respectivamente. Estas fábricas comerciales pagaban impuestos al tesoro estatal.
Los Cayor vivían del comercio atlántico (que se inició con la llegada de los primeros europeos) a finales del siglo XIV  , de la agricultura, la ganadería, la pesca, el comercio de goma arábiga y otros productos que recibía del comercio con, los otros estados africanos, los europeos y los estados de Mauritania. Con la llegada de los europeos y el inicio del comercio atlántico, se construyeron unos puestos comerciales que inicialmente pagaban impuestos a Damel, antes de tomar su autonomía con el impulso de la colonización en el siglo XIX. Este es el caso primero de los territorios que, como Dakar, fueron cedidos a los europeos en virtud de acuerdos con los Lebous y la famosa serigne Ndakarru, en la década de 1850. : este es el caso de Gorée (que pasó varias veces a los neerlandeses y británicos), y Portugal, más tarde Rufisque (Rio Fresco). En el norte, la creación del puesto comercial de Saint-Louis permitió que los territorios vecinos pertenecientes a los Kadior se enriquecieran y mostraran deseos de independencia, tal fue el caso, por ejemplo, de la provincia cayorense de Gandiol .
La sociedad Cayor era una sociedad de castas, que eran corporaciones familiares, resultantes de una distribución de tareas en la sociedad. Las castas practicaban la endogamia.

## Ejército
Había un ejército regular y profesional. Los soldados de Cayor destacaron por su extrema crueldad durante y después de la batalla.

## Instituciones de Cayor
Cayor era un ejemplo de monarquía electiva, donde el soberano era elegido por un consejo de representantes de cada clase social (comprendido los esclavos de la corona). Una sociedad jerarquizada, un estado estable, (una sola dinastía en el poder desde la caída del imperio wólof), organizado, Cayor disponía de instituciones, de las cuales la más importante era el damel.
Cayor estaba dirigido por el damel que era un monarca elegido entre un cierto número de candidatos. Siete personajes tenían el derecho de escoger a los candidatos a este título (que en ningún caso podía ser una mujer). Formaban un consejo convocado y presidido por el Dieuwrigne Mboul o gran Diaraff. Este Consejo estaba compuesto de:
- Lamane Diamatif
- Bataloupe Ndiobe
- Batié Gateigne
- Elimane Mbale
- Serigno Kab
- Dieuwrigne Mboul Gallo
- Diaraff Bountou Keur
El Consejo reunido, el Dieuwrigne Mboul declaraba la sesión abierta y el candidato a damel era escogido por Lamane Diamatif, el Bataloupe Ndiobe y el Batié Gateigne. Para ser candidato, era necesario ser miembro de la familia real. El damel debía ser nacido en el país de un príncipe o de una princesa perteneciente a una rama de la familia real, de grado Diambour, Bédienne o Boumi Nguirane. El Dieuwrigne Mboul proclamaba al candidato escogido como damel del Kadior y le daba la investidura. Esta ceremonia era la siguiente: hacían un montón de arena de aproximadamente un metro de altura, sobre el cual se depositaba el nuevo damel que era quitado luego por los hombres del Dieuwrigne Mboul. A continuación éste vertía sobre su cabeza el agua extraída de las raíces de diferentes árboles pronunciando la fórmula de uso. Una vez elegido,
Se encontraba en Cayor con los príncipes, con los nobles, con los campesinos, con la gente de casta y con los esclavos. Por encima de estas clases estaba la familia real (Fall); estaba dividida en dos ramas: la rama Madior y la rama Guedj. La primera fue despojada de la tutela del trono desde mediados del siglo XVIII . La realeza se transmitía por sucesión matrilineal (lo que concedía un peso inconmensurable a las mujeres en la vida política).
Una vez al año, el damel reunía a su pueblo por su alocución tradicional.
Los esclavos del damel y de los príncipes eran todos guerreros (tiédos). Combatían a pie o a caballo. Formaban la guardia de sus dueños. Los tiédos hacían de policía y en tiempo de paz, se difundían en el país observando todo lo que transcurría e informaban a sus dueños.
La muerte del Damel era mantenida en secreto durante ocho días al menos; ese tiempo era empleado en enterrar al difunto lo más secretamente posible. El lugar de la sepultura era siempre rodeado del más profundo misterio, puesto que si la rama que no reinaba podía procurarse un hueso del difunto, y principalmente un omóplato, tenía la posibilidad de recuperar el trono.
Cuando la sepultura había ocurrido, se vestía un maniquí con la ropa del difunto y la muerte era anunciada. Los funerales oficiales se hacían con gran pompa: los jefes y el pueblo acudían en multitud, y el maniquí era confiado en la tierra.
Los lamanes debían presentarse cada año ante el damel para restituir los impuestos. En caso de impago de los impuestos, las comunidades campesinas y los lamanados corrían grandes riesgos, porque el damel y la aristocracia del Kadior practicaban muy regularmente el pillaje ( lël ) y la toma de rehenes, muchos eran también alistados por la fuerza al ejército. El campesinado, que formaba la clase de los Badolo , era la más tocada por estas exacciones. El impuesto era sobre todo agrícola. Toda la sociedad de Cayor cultivaba, de la nobleza hasta las castas más bajas en la jerarquía.

## Territorio y población
Cubrió el territorio del moderno oeste de Senegal. Se extendía a lo largo de 200 km desde el suroeste hasta el noreste e incluía varias áreas: Gandiol y Dhyambur en el norte, Get, en el este, y Dyander, en el suroeste, con la península de Cabo Verde.
En el reino vivieron los pueblos wolof, serer, fulani, mandinga, lebu, árabe, tucolores y bereberes.

## Población
En Cayor había varias etnias. Los wólofs (o jólofs) eran mayoritarios y detenían el poder; existían también los pieles u hojas , los tuculores , las sierras, los mandings , los lebos y los moros. Las etnias se repartían según las provincias, algunas etnias eran mayoritarias en ciertas provincias, pero de manera general se encontraba por doquier individuos de todas las etnias.

## Lista de gobernantes
Nombres y fechas tomados de African States and Rulers de John Stewart (1989).
1. Detye Fu-N'diogu (1549)
2. Amari Fall (1549-1593)
3. Samba Fall (1593-1600)
4. Khuredya Fall(1600-1610)
5. Biram Manga Fall (1610-1640)
6. Dauda Demba Fall (1640-1647)
7. Dyor Fall (1647-1664)
8. Birayma Yaasin-Bubu Fall (1664-1681)
9. Detye Maram N'Galgu Fall (1681-1683)
10. Faly Fall (1683-1684)
11. Khuredya Kumba Fall (1684-1691)
12. Birayma Mbenda-Tyilor Fall (1691-1693)
13. Dyakhere Fall (1693)
14. Dethialaw Fall (1693-1697)
15. Lat Sukaabe Fall (1697-1719)
16. Isa-Tende Fall (1719-1748)
17. Isa Bige N'Gone Fall (1758-1759) (Primer reinado)
18. Birayma Yamb Fall (1759-1760)
19. Isa Bige N'Gone Fall (1760-1763) (Segundo reinado)
20. Dyor Yaasin Isa Fall (1763-1766)
21. Kodu Kumba Fall (1766-1777)
22. Birayama Faatim-Penda Fall (1777-1790)
23. Amari Fall (1790-1809)
24. Birayama Fatma Fall (1809-1832)
25. Isa Ten-Dyor Fall (1832-1855)
26. Birayama Fall (1855-1859)
27. Ma-Kodu Fall (1859-mayo de 1861)
28. Ma-Dyodyo Fall (mayo de 1861-diciembre de 1861) (primer reinado)
29. Lat-Dyor Diop (1862-diciembre de 1863) (Primer reinado)
30. Ma-Dyodyo Fall (enero de 1864 - 1868) (Segundo reinado)
31. Lat-Dyor Diop (1868-diciembre de 1872) (Segundo reinado)
32. Amari Fall (enero de 1883-agosto de 1883)
33. Samba Fall (1883-1886)